# 李佐贤
李佐賢（1807年—1876年），字仲敏，號竹朋，山東利津左家莊人。清朝官员，收藏家。

## 生平
嘉慶十二年（1807年）生，仕宦世家，家有藏書三萬餘卷。道光八年（1828年），山東鄉試中舉。道光十五年（1835年）乙未科第二甲進士。选翰林院庶吉士，散馆授编修，居國史館九年，有機會閱讀抄錄大量書籍。道光二十四年（1844年），任會試考官，是年充江西鄉試副考官。道光二十六年（1846年）官至福建汀州府知府。咸豐二年（1852年）辭歸故里。咸豐六年（1853），次子李貽良中進士，家境好轉。咸豐七年（1854年）冬，偕同夫人去京。咸豐九年（1856），開始編著《古泉匯》。光緒二年卒。
生平喜好收藏古器物和古錢幣。公事之餘，常到街市、廠肆，流覽購買古籍文物。與劉喜海、吳式芬、陳介祺、鮑康等人交遊。咸豐年間撰成《古泉彙》六十四卷，分古布、古刀、圓錢、異泉雜品、錢範等部，同治三年（1864年）刊行。光緒初年，又與鮑康合撰《續泉彙》十四卷、補遺二卷。